# ひめポン!845
『ひめポン!845』（ひめぽん はちよんご）は、愛媛県内のNHK総合で放送されているNHK松山放送局製作の『NHKニュース』のローカルニュース番組。2021年3月26日までは『えひめ845』として放送されていた。
2015年11月にリアルタイム字幕放送を開始した。

## 番組内容
- 愛媛県内のニュース
- リポート
- 気象情報

## 放送時間
- 祝日及び年末年始を除く平日 20:45 - 21:00（JST）

## 出演者
| 年度 |                                               |            |
| 年度 | アナウンサー                                  | 気象予報士 |
| ---- | --------------------------------------------- | ---------- |
| 2017 | NHK松山放送局のアナウンサーが交代で担当する。 | 太田絢子   |
| 2018 | NHK松山放送局のアナウンサーが交代で担当する。 | 太田絢子   |
| 2019 | NHK松山放送局のアナウンサーが交代で担当する。 | 佐藤万里奈 |
| 2020 | NHK松山放送局のアナウンサーが交代で担当する。 | 佐藤万里奈 |
| 2021 | NHK松山放送局のアナウンサーが交代で担当する。 | 佐藤万里奈 |
| 2022 | NHK松山放送局のアナウンサーが交代で担当する。 | 野口琢矢   |
| 2023 | NHK松山放送局のアナウンサーが交代で担当する。 | 野口琢矢   |
| 2024 | NHK松山放送局のアナウンサーが交代で担当する。 | 田中勇作   |
| 2025 | NHK松山放送局のアナウンサーが交代で担当する。 | 田中勇作   |